# Mino Raiola
Carmine "Mino" Raiola (Italiano: [ˈkarmine ˈmiːno ˈraːjola, - raˈjɔːla]; Nocera Inferiore, 4 de novembro de 1967 – Milão, 30 de abril de 2022) foi um agente de futebol ítalo-neerlandês que representou vários jogadores conhecidos, incluindo Luka Živković, Pavle Lazarević, Zlatan Ibrahimović, Paul Pogba, Henrikh Mkhitaryan, Marco Verratti, Gianluigi Donnarumma, Matthijs de Ligt, Erling Haaland, Mário Balotelli e Pavel Nedvěd.

## Biografia
Nasceu, em 1967, em Nocera Inferiore, no sul da Itália. Se mudou para Haarlem um ano depois com seus pais. Raiola passou sua juventude trabalhando como garçom no restaurante de seu pai. Ao mesmo tempo, obteve o diploma do ensino médio e frequentou a universidade por dois anos, matriculando-se na Faculdade de Direito. Raiola falava sete idiomas: italiano, inglês, alemão, espanhol, francês, português e holandês.
Começou a jogar futebol pela equipe juvenil do HFC Haarlem, mas parou em 1987 aos 18 anos para se tornar chefe da equipe. Depois de uma breve passagem como jogador e administrador, Raiola envolveu-se novamente no mundo do futebol, desta vez como agente. Começou a trabalhar na Sports Promotions, uma empresa de agentes esportivos, e auxiliou nas transferências de vários jogadores holandeses de alto nível para clubes italianos, como Bryan Roy, Marciano Vink, Wim Jonk, Dennis Bergkamp e Michel Kreek. Depois de um tempo, no entanto, ele decidiu deixar a empresa e começou seu próprio negócio. A sua primeira grande transferência foi a contratação de Pavel Nedvěd do Sparta Praga pela Lazio, após o seu impressionante desempenho no UEFA Euro 1996, onde a República Checa foi finalista.
Mais de 20 jogadores que jogam em ligas europeias são representados por Raiola. Em 2008, ele esteve envolvido em duas audiências disciplinares instigadas pela Federazione Italiana Giuoco Calcio (FIGC) por irregularidades de transferência como parte de uma investigação mais ampla do futebol profissional pelas autoridades italianas.
Em agosto de 2016, após fechar a transferência recorde mundial de Paul Pogba para o Manchester United, Raiola faturou 25 milhões de euros dos 105 milhões envolvidos na negociação. Posteriormente, ele comprou a antiga casa de um dos chefes da máfia mais famosos dos Estados Unidos, Al Capone, por 9 milhões de euros.
Em 8 de maio de 2019, a Federação Italiana de Futebol proibiu Raiola de atuar como representante de agente por três meses por motivos não revelados, enquanto seu primo Vincenzo Raiola foi banido por dois meses.
Em 10 de maio, as proibições foram estendidas em todo o mundo depois do Comitê Disciplinar da FIFA acatar as decisões da federação italiana. Em 13 de junho de 2019, depois que Raiola e seu primo apelaram da proibição original ao Tribunal Federal de Apelação da Itália, eles tiveram a proibição de três meses revogada.
Em 22 de janeiro de 2020, Raiola estava entre os vários agentes de futebol de alto nível, incluindo Jorge Mendes e Jonathan Barnett, que ameaçaram a FIFA com sanções legais após a FIFA anunciar planos para limitar os agentes do clube vendedor a uma taxa máxima de 10% da transferência.

## Morte
Em janeiro de 2022, Raiola foi internado no Hospital San Raffaele, em Milão, devido a um problema nos pulmões. Em 28 de abril, vários meios de comunicação italianos relataram sua morte, que posteriormente foi desmentida em um post de mídia social, ironizando: "Estado de saúde atual para aqueles que se perguntam: irritado pela segunda vez em quatro meses, eles me matam. Parece também capaz de ressuscitar". O parceiro de negócios de Raiola e um médico que o tratava também desmentiram o rumor e indicaram que Raiola estava "lutando" por sua vida. Após esse fato, seu estado de saúde se agravou e sua morte foi confirmada no dia 30 de abril, por familiares em uma nota publicada nas redes sociais. Raiola faleceu aos 54 anos.

## Lista de clientes
- Donyell Malen[20]
- Erling Haaland[21]
- Étienne Capoue[22]
- Felipe Mattioni[23]
- Gianluigi Donnarumma[24]
- Gregory van der Wiel[25]
- Henrikh Mkhitaryan[26]
- Hirving Lozano[27]
- Jesse Lingard[28]
- Kerlon[29]
- Lorenzo Insigne[30][31]
- Marco Verratti[32]
- Mario Balotelli[33]
- Matthijs de Ligt[34]
- Maxwell[35]
- Moise Kean[13]
- Paul Pogba[36]
- Pavel Nedvěd[37][38]
- Romelu Lukaku[39]
- Xavi Simons[40]
- Zdeněk Grygera[41]
- Zlatan Ibrahimović[38][42]